# Пуб (албум)
Пуб је први соло албум певача и кантаутора Ђорђа Балашевића. Албум је продуцирао Јосип Бочек, који је такође свирао гитару у песмама са албума.
Песма „Ратник паорског срца” говори о сељаку који се враћа из Првог светског рата, а који „није створен да буде војник”. „За све је крив Тома Сојер” говори о три дечака који су побегли од куће под утицајем књиге Доживљаји Тома Сојера. „Божа звани Пуб” говори о легендарном коцкару који је носио надимак Пуб, по којем је албум и добио назив. На албуму се налази и балада „Лепа протина кћи”, која говори о дечачкој љубави према девојци.
Албум је 1998. анкетом изабран као 66. на списку 100 највећих југословенских рок и поп албума.

## Позадина
Пре него што је почео са соло каријером, Балашевић је био вођа бенда Рани мраз. Након изласка албума Одлази циркус, Балашевић је отишао на одслужење војног рока у Загребу и Пожаревацу. Током боравка у Пожаревцу, снимио је ТВ серију Војници. За време одслужења војске у Загребу, често је долазио на ручкове код Арсена Дедића и Габи Новак.
Пред сам излазак из војске је издао сингл "Три пут сам видео Тита", а 7. маја 1981. године, венча се са Оливером Савић.

## Песме
Све песме је написао Ђорђе Балашевић.
1. Илона – 3:42
2. Ратник паорског срца – 4:37
3. За све је крив Тома Сојер – 3:17
4. За трећу смену – 3:32
5. Лепа протина кћи – 3:22
6. Песма о једном петлу – 3:30
7. Божа звани Пуб – 4:04
8. Предлог – 3:17
9. На пола пута – 4:56

## Спотови
- У споту за песму За трећу смену, Балашевић је играо сквошЗа трећу смену
- Ратник паорског срца